# Гжибовце
Гжибовце (пол. Grzybowce) — село в Польщі, у гміні Грудек Білостоцького повіту Підляського воєводства.
Населення — 41 особа (2011).
У 1975-1998 роках село належало до Білостоцького воєводства.

## Демографія
Демографічна структура станом на 31 березня 2011 року:
|          | Загалом | Допрацездатний вік | Працездатний вік | Постпрацездатний вік |
| -------- | ------- | ------------------ | ---------------- | -------------------- |
| Чоловіки | 22      | 0                  | 17               | 5                    |
| Жінки    | 19      | 2                  | 5                | 12                   |
| Разом    | 41      | 2                  | 22               | 17                   |